# 神奈川電視台
神奈川電視台（日语：／ Terebi Kanagawa ?），簡稱，是日本的一家電視台，總部位於神奈川縣橫濱市，呼號為JOKM-DTV，遙控器號碼是3頻道。神奈川電視台是獨立電視台，不屬于任何一個電視聯播網。公司的最大股東是神奈川新聞社，成立於1971年4月20日，開播於1972年4月1日。神奈川電視台的播出範圍為神奈川縣，所有中繼局均位於神奈川縣內。然而，神奈川電視台的電波覆蓋東京都多數區域、靜岡縣伊豆半島東部、千葉縣房總半島西岸，以及埼玉縣與山梨縣極少數地區，在這些地區內均有可能接收到tvk的訊號。除了神奈川縣內之外，神奈川電視台在東京都和大阪市亦設有據點。
神奈川電視台的企業規模遠小於各大核心台，因此通過強化音樂節目、職棒轉播、午間的資訊節目等領域和核心台做出區隔，確立自身獨自的節目特色。其自製節目比例在獨立各台中處於上游，有「獨立台之雄」之稱:1。

## 股權分佈
以下為神奈川電視台的股權構成（截至2022年3月31日）:332：
| 資本金   | 每股價值 | 已發行股份總數 | 股東數 |
| -------- | -------- | -------------- | ------ |
| 36億日元 | 500日元  | 7,200,000股    | 144    |

| 主要股東         | 股份數    | 比例  |
| ---------------- | --------- | ----- |
| 神奈川新聞社     | 690,000股 | 9.58% |
| 神奈川縣政府     | 683,650股 | 9.49% |
| 橫濱市政府       | 600,000股 | 8.33% |
| 橫濱銀行         | 330,000股 | 4.58% |
| 中日新聞社       | 280,000股 | 3.88% |
| 學校法人岩崎學園 | 250,000股 | 3.47% |

## 歷史

### 山下町時期

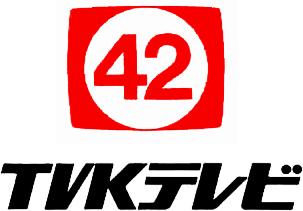
神奈川電視台1972年開播時的商標

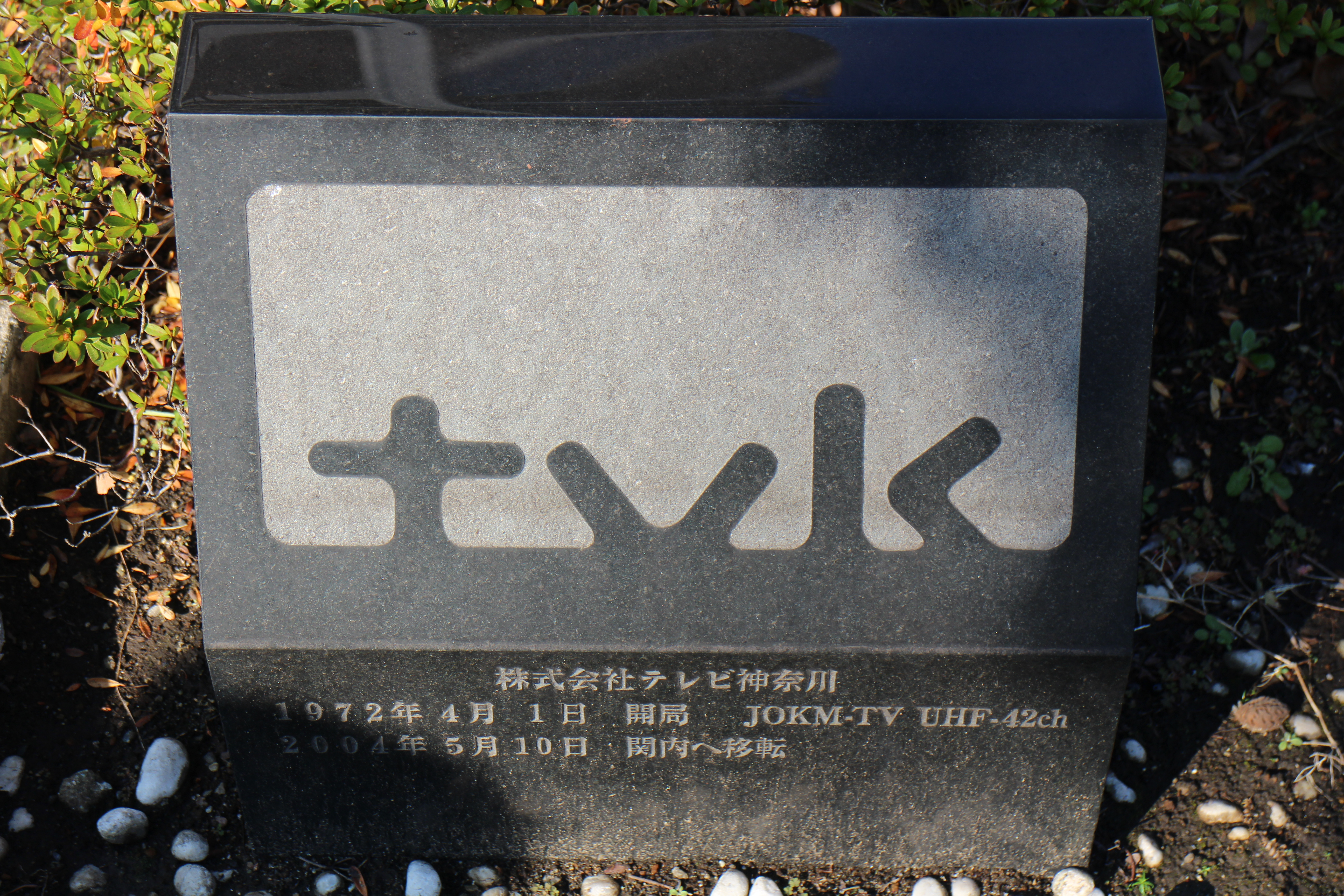
位於神奈川電視台舊總部處的紀念碑

1960年後期，關東地方雖然已經有五家商業電視台，但都是廣域電視台，缺乏關東各縣的詳細資訊。因此關東各縣開始有設立縣域電視台的需求:6。1969年，時任郵政大臣河本敏夫表示將發放關東6縣的UHF電視台執照。神奈川縣內隨即有多達12家業者申請獲得神奈川縣的UHF電視台執照:7。在神奈川縣政府的撮合下，這12個申請業者在1970年11月6日整合為以神奈川新聞社為中心的「神奈川電視台」進行申請，並在同月27日獲得預備播出執照:8。1971年4月15日，神奈川電視台舉辦了創立總會，後在同月20日正式創立，並註冊為株式會社，發行100萬股股票:9。
在神奈川電視台的開播準備過程中，日本電視台和日本教育電視台（現朝日電視台）均派出人員進行支援。同時神奈川電視台亦派遣員工赴SUN電視台研修:10:20。為解決舊型號電視機無法接收UHF訊號的問題，神奈川電視台還免費發放了5萬個電視天線，以促進UHF用天線的普及:11。1972年2月5日14時，神奈川電視台開始發射試驗訊號:12。一個月後的3月5日正午，神奈川電視台開始試播節目:12。1972年4月1日上午9時30分，神奈川電視台正式啟播，使用42頻道，成為日本第36個UHF電視台。播出的第一個節目是「飛翔吧！TVK（はばたけTVK）」:15-16。開播初期，神奈川電視台上午主要播出教育節目，午後和晚間則主要播出電影:16。神奈川電視台在開播初期將家庭的第二台電視作為主要收視目標，在晚間主要播出面向年輕觀眾的節目，以和核心台做出區隔:29。
在開播翌年的1973年11月，神奈川電視台的電波已覆蓋神奈川縣92%的區域:22。然而由於僅靠電視廣告收入難以維持運營，神奈川電視台遂開始積極擴充副業。1973年11月，神奈川電視台開設了TVK住宅廣場平塚，開始涉足不動產事業:23。翌年7月27日，神奈川電視台開設了TVK住宅廣場橫濱（TVKハウジングプラザ横浜），令不動產事業成為神奈川電視台的收入支柱之一:26。至1975年，神奈川電視台的自公司製作節目比例已達45%:29。1976年，作為紀念開播4週年的特別節目，神奈川電視台播出了25小時的慈善特別節目，募得了2,000萬日元善款:30。但神奈川電視台的經營狀況依然嚴峻，同年仍發生了近1億日元的赤字:33。對此神奈川電視台決定通過增加體育轉播來試圖獲得觀眾，以增加廣告收入。這一努力使得神奈川電視台在1977年錄得1,640萬日元的盈餘，實現開播以來首次盈利:37。在實現盈利後，神奈川電視台更增加了自製節目的數量，盈利也得以進一步增加:38。
1980年代開始，神奈川電視台加強了和關東地方其他4家獨立UHF電視台（千葉電視台、埼玉電視台、群馬電視台）的合作。四者自1980年開始在部分時段統一播出相同節目:46。但受到經濟不景氣的影響，神奈川電視台在同年時隔3年再次錄得赤字:48。神奈川電視台在1981年曾計劃播出成人節目《The Adult》（ジ・アダルト），但因符合標準的影片不足而最終未能播出:51。同年神奈川電視台播出了開播10週年紀念節目《文明的遙遠十字路》（文明の遥かな十字路），並成功銷往其它電視台播出:51。然而神奈川電視台在1981年仍然出現虧損:52。
面對嚴峻的財政狀況，神奈川電視台在1982年宣布定該年為「TVK重建元年」，全面強化經營態勢:55。翌年憑藉體育節目和音樂節目的廣告收入增加，神奈川電視台成功扭虧為盈，錄得開播以來最高盈餘記錄:60。翌年10月開始，神奈川電視台在平日早晨的播出時間從9時30分提前至8時30分:66。1989財年，神奈川電視台的營業額達78.5118億日元，首次超過10億日元。稅後盈餘達4.1596億日元，得以成功清空開播以來的累積赤字:78。神奈川電視台在1990年4月對節目編排方針進行大幅變更，將開播時間從8時30分提前至7時30分:79。上午的節目編排從以教育節目為主改為自製節目為主:284。同年神奈川電視台的營業額超過85億日元:81。1991年，神奈川電視台首次對股東進行分紅，每股分紅30日元:84。
然而在1995年，由於日本泡沫經濟崩潰後景氣蕭條，加上來自政府贊助的宣傳節目收入減少，神奈川電視台時隔13年再次出現赤字:99。雖然在1996年，神奈川電視台重新實現盈利:103。但從1997年開始，神奈川電視台連續三年出現虧損:114。2000年，神奈川電視台實現扭虧為盈:117。為對應轉換數位無線電視所需的巨額費用，神奈川電視台在2001年將資本金從8.8億日元增加到11.51825億日元:121。此後神奈川電視台在2003年又進一步增資至36億日元，並發行500萬股新股:129。同時為控制節目製作費用和拓寬節目廣告銷售，神奈川電視台還在這一時期加強了和其它獨立電視台共同製作的節目:122。2003年4月，神奈川電視台和東京都會電視台、埼玉電視台、千葉電視台共組首都圈Net4，在每週平日聯播帶狀資訊節目:129。

### 關內時期
神奈川電視台在2004年5月10日遷入位於關內的橫濱媒體商務中心播出。同時為全面刷新企業形象，神奈川電視台啟用了新商標，並將英文簡寫從大寫的TVK改成小寫的tvk，確立「橫濱開放區」（ヨコハマ開放区）為頻道理念:132，發布了「橫濱開放區宣言」。這一品牌戰略是由神奈川電視台和電通協議製作，新商標則由設計師竹智淳設計:132。在遷入新總部當天的5月10日，神奈川電視台播出了一系列特別節目:133。同年12月1日，神奈川電視台開始播出數位電視訊號，遙控器號碼從類比電視時代的42頻道改為3頻道:134-135。2006年6月，神奈川電視台開始播出手機電視1seg:142。
神奈川電視台在2007年和千葉電視台、埼玉電視台、三重電視台、京都放送、SUN電視台共組東名阪net6，加強獨立台之間的合作，並共同製作節目:145:27。2011年，神奈川電視台和關東地方東京都會電視台以外的各獨立台（千葉電視台、埼玉電視台、群馬電視台、栃木電視台）共組5個3頻道，加強關東地方各獨立台之間的合作。同時為拓寬廣告以外的收入，神奈川電視台在2007年於官網上開設了購物網站:147。2010年，因2008和2009財年連續兩年赤字，神奈川電視台時任社長小宮邦安辭職:28。由山崎行雄接替:30。神奈川電視台在2009年11月開設了日本首都圈規模最大的英式庭園橫濱英國花園（横浜イングリッシュガーデン）。入場人數在2021年6月超過100萬人:23。
神奈川電視台在2010財年實現稅前利益的扭虧為盈:30。2012年，神奈川電視台迎來開播40週年，通過投票選出現在的吉祥物:14。神奈川電視台在2015年啟用了新的主控室，使得得以啟用副頻道播出:17。2016年，神奈川電視台耗資170億日元從古河電氣工業購地，包括住宅展示場和橫濱英國花園在內的ecom park成為自有土地:18。2018年，神奈川電視台耗資3.25億日元購得橫濱媒體商務中心的一層，至此神奈川電視台擁有橫濱媒體商務中心的一至四層，佔建築整體和土地的三成:33。2021財年，神奈川電視台實現開播以來最高的盈利記錄:24。神奈川電視台在2022年迎來開播50週年，因此播出了一系列特別節目及紀念企劃。

## 節目

### 音樂節目
音樂節目是神奈川電視台最為擅長的領域之一。在開播之初，神奈川電視台就在週日晚上8點播出《Young Impulse》節目:17:38。該節目採取現場直播，不僅有海援隊等巨星出演，亦有井上陽水等曾宣稱不上電視的音樂人出演。在開播當年的10月，該節目即獲得民間放送聯盟賞的電視娛樂節目部門優秀賞，確立了神奈川電視台音樂節目的基礎:17。1973年，神奈川電視台還在週二晚間播出大型音樂節目《歌之Big Show》（歌のビッグショー）:21-22。1978年開始，神奈川電視台播出《Funky Tomato》，接替《Young Impulse》成為神奈川電視台新的在週日晚間播出的大型音樂節目。竹內瑪莉亞曾擔任這一節目的主持人:38-39。1979年，神奈川電視台在江之島舉辦了大型音樂節，吸引了超過6萬人參加:41。
神奈川電視台在1983年開播了《Music Tomato》和《SONY MUSIC TV》等音樂節目，令「音樂的TVK」這一品牌更加強化:58。後者是時長長達200分的MV節目，並成功在KBS京都和SUN電視台聯播:174-175。為了提高神奈川電視台在東京的知名度，《Funky Tomato》自1990年開始在東京銀座的索尼廣場進行收錄:79。此外在1986年，神奈川電視台開播《Live Tomato》（ライブトマト）節目，邀請歌手演出現場音樂會，取得熱烈反響:66。神奈川電視台還進行了跨媒體音樂節目的嘗試，在1989年和FM大阪共同製作了《ROCK PAGE FM MIX》節目:76。
1996年，女性二人組帕妃為了出演神奈川電視台的跨年節目而辭退出演這一年的NHK紅白歌合戰，引發話題，也證明了神奈川電視台音樂節目的影響力和實力:101:306。而帕妃也因此在1997年開始在神奈川電視台主持帶狀音樂節目《saku saku morning call》:105。播出於2000年至2017年的《saku saku》是神奈川電視台在2000年後最著名的音樂節目之一，成功銷售至多個獨立電視台以外的電視台播出:126:299-300。歌手木村KAELA曾是《saku saku》主持人，並因該節目而走紅:129。神奈川電視台現在最主要的音樂節目是每週一至週五深夜播出的《關內惡魔》，自2017年開始播出。此外神奈川電視台現在亦播出外國音樂資訊節目《洋樂天國+》、美國音樂排行榜節目《billboard TOP40》、PV集錦節目《音樂罐》等音樂節目。
在開播50週年之際，唱片行企業disk union出版了書籍《橫濱的「搖滾台」 TVK的挑戰》（横浜の“ロック”ステーション TVKの挑戦），記錄神奈川電視台音樂節目的歷史。同樣作為開播50週年紀念活動的一部分，《saku saku》亦在2022年播出復活特別節目。

### 體育節目
體育節目是神奈川電視台的另一強項。職業棒球賽事轉播是神奈川電視台的主要節目之一。神奈川電視台自開播時就每週轉播兩次橫濱大洋（現橫濱DeNA海灣之星）的夜場職棒比賽:16。因購入大型轉播車使得轉播能力提升，神奈川電視台得以在1973年之後大幅增加夜場職棒轉播次數:21。和SUN電視台類似，神奈川電視台當時亦將職棒比賽的完全轉播作為特徵，即使比賽延長至深夜亦堅持播出，在1973年4月27日曾轉播中日龍和讀賣巨人的比賽至23時10分:21。1975年8月開始，神奈川電視台開始轉播日本電視台因超時而在途中停播的讀賣巨人職棒比賽:27。這一轉播也成為神奈川電視台獲得東京地區觀眾的契機:30-31。1977年，神奈川電視台播出了多達169場棒球比賽，位居日本第一:35。而棒球轉播也成為神奈川電視台的主要廣告收入來源。神奈川電視台在1979年9月26日轉播的讀賣巨人對東京養樂多燕子的比賽創出19%的收視率記錄:41。同年神奈川電視台的夜場職棒轉播廣告收入亦達5.02億日元:44。1987年之後，神奈川電視台停止轉播讀賣巨人的比賽，集中轉播橫濱大洋的比賽:69。1998年，為祝賀橫濱海灣之星獲得這一年的日本冠軍，神奈川電視台全面直播橫濱奪冠後的優勝巡遊:108-109。除了職業棒球之外，神奈川電視台還在1974年轉播了東京六大學棒球:24。1975年時，神奈川電視台曾轉播美國職業棒球大聯盟（MLB）世界大賽:27。
自1992年開始，神奈川電視台就製作了J聯賽球隊橫濱飛翼的特別節目:87。1993年J聯賽正式開始後，神奈川電視台即開始轉播橫濱飛翼和橫濱水手的比賽。在J聯賽的第一個賽季，神奈川電視台共轉播了36場比賽，位居日本各電視台第一:89。1994年元旦，神奈川電視台播出了集合神奈川縣四家J聯賽球隊的特別節目《神奈川足球王國宣言》:92。除了棒球和足球這兩大主流項目之外，神奈川電視台在橄欖球等相對小眾的體育項目轉播上亦有成就:141，並曾和神奈川新聞社共同舉辦過高爾夫球賽事:41-42。2015年開始，神奈川電視台持續對橫濱馬拉松進行完全轉播:33。

### 新聞及資訊節目

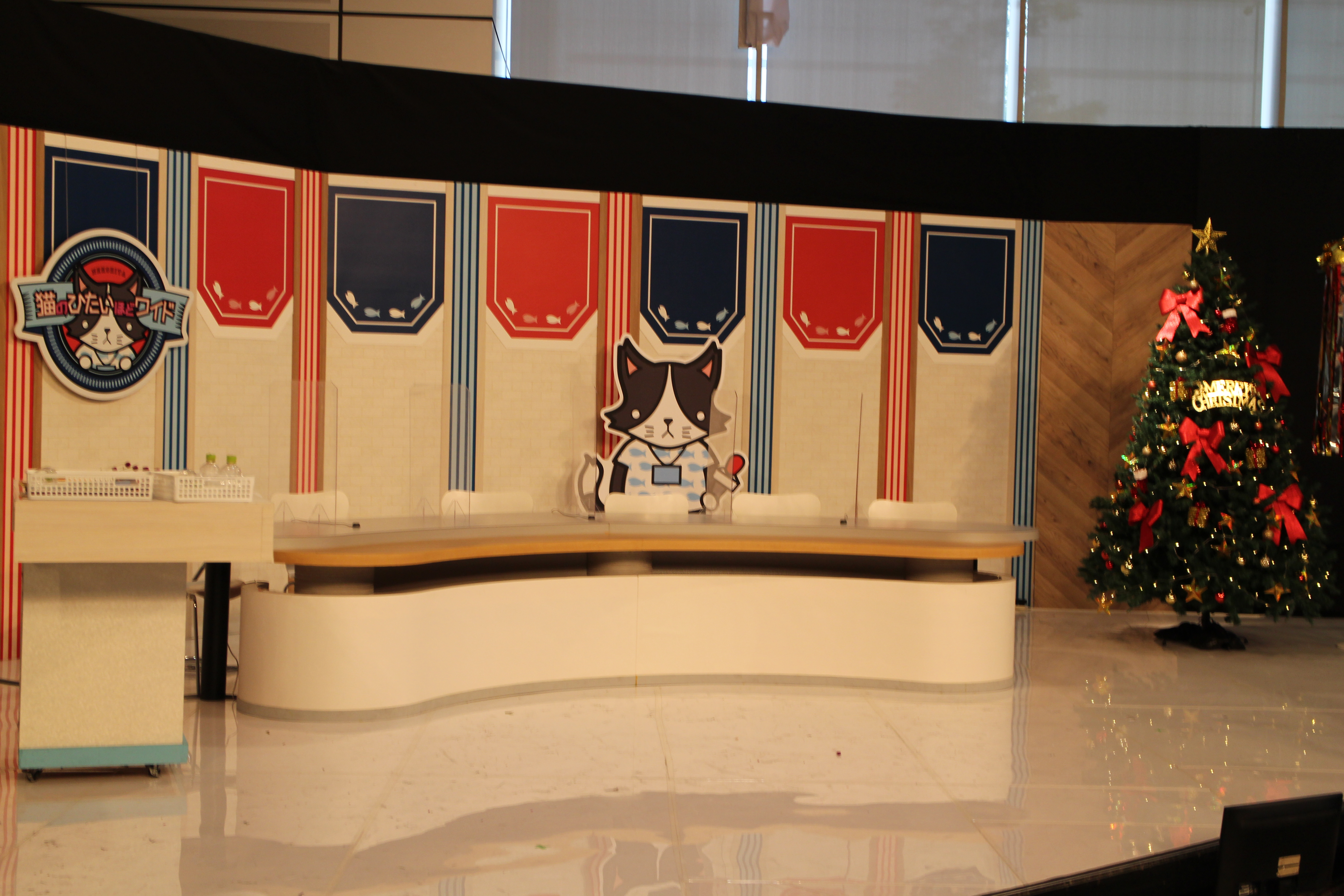
《貓額Wide》第1000期特別節目使用的攝影棚

平日午間的Wide Show是神奈川電視台的招牌自製節目之一。神奈川電視台在這一時段的第一個自製節目是《生活廣角Living Port》（暮らしのワイド　リビング・ポート）:16-17。1973年新年，《生活廣角Living Port》實現從川崎大師直播播出:20。1974年10月開始，神奈川電視台還在平日14時30分播出面向主婦的帶狀生活資訊節目《TeleStu42》（テレスタ42）:24。但受到削減支出的影響，神奈川電視台在1981年至1983年曾停止自製午間的資訊節目:50。直到1983年4月，隨著《聊天番茄》的開播，神奈川電視台恢復在午間播出自製資訊節目:58。1995年，受到東京都會電視台開播的影響，神奈川電視台開始播出時長近7小時的《縱長HAMA大國》節目，取代《聊天番茄》:96。首都圈Net4及其後繼的首都圈三角開始之後，神奈川電視台的午間自製資訊節目開始在南關東其它獨立電視台聯播:138-139。現在神奈川電視台的午間自製資訊節目是在週一至週四播出的《貓額Wide》:315。
除了午間的資訊節目之外，在1985年至1995年於每週五晚間播出的《TV Graphic 42號街》則是神奈川電視台在晚間具代表性的生活資訊節目:64。此外神奈川電視台曾製作過《Morning Break》（モーニングブレイク）等晨間資訊節目:67。
在開播半年之後的1972年10月2日，神奈川電視台播出了第一個自公司製作的新聞節目《TVK新聞》（TVKニュース）:16。1973年10月開始，22時播出的《TVK新聞》時長從10分延長至15分。同年神奈川電視台的選舉報道活動獲得了日本民間放送聯盟賞的放送活動部門優秀賞:22。2002年開始，隨著神奈川電視台在縣內的支局數增加到6個，神奈川電視台在平日晚間播出的新聞節目時長延長至30分:125-126。現在神奈川電視台在平日晚間播出25分的帶狀新聞節目《News Link》，集中報道神奈川縣內的新聞:20。1976年10月，神奈川電視台開始播出日本第一個帶狀英語新聞節目《THE WORLD TODAY》，並且節目內的廣告也是用英語播出:31:71-72。神奈川電視台在此之後持續播出自製英語新聞節目長達19年半，並從1996年開始播出BBC世界新聞:101。
由於其縣域電視台的性質，神奈川電視台播出了眾多當地政府的宣傳及市政節目，並積極轉播神奈川縣各地的大型活動及高中棒球等在地體育賽事:17。1989年，神奈川電視台全面轉播了横濱博覽會:75。在開播30週年之際的2002年，神奈川電視台開始播出《神奈川大行進》節目，每週從神奈川縣內各自治體直播:125。
自1977年開始播出至2005年的《新車資訊》節目是神奈川電視台的特色節目之一，由汽車評論家三本和彥主持:35。該節目每週試乘一輛新車，並直接對新車開發者進行質問，獲得來自汽車愛好者的好評:35。1996年，該節目播出5小時的1000期紀念特別節目，多達31家汽車製造商贊助播出了這期節目:101。《新車資訊》在2005年被《新車檔案》節目取代:138。神奈川電視台現在的汽車資訊節目則是自2008年開始播出的《開車吧！》。

## 攝影棚

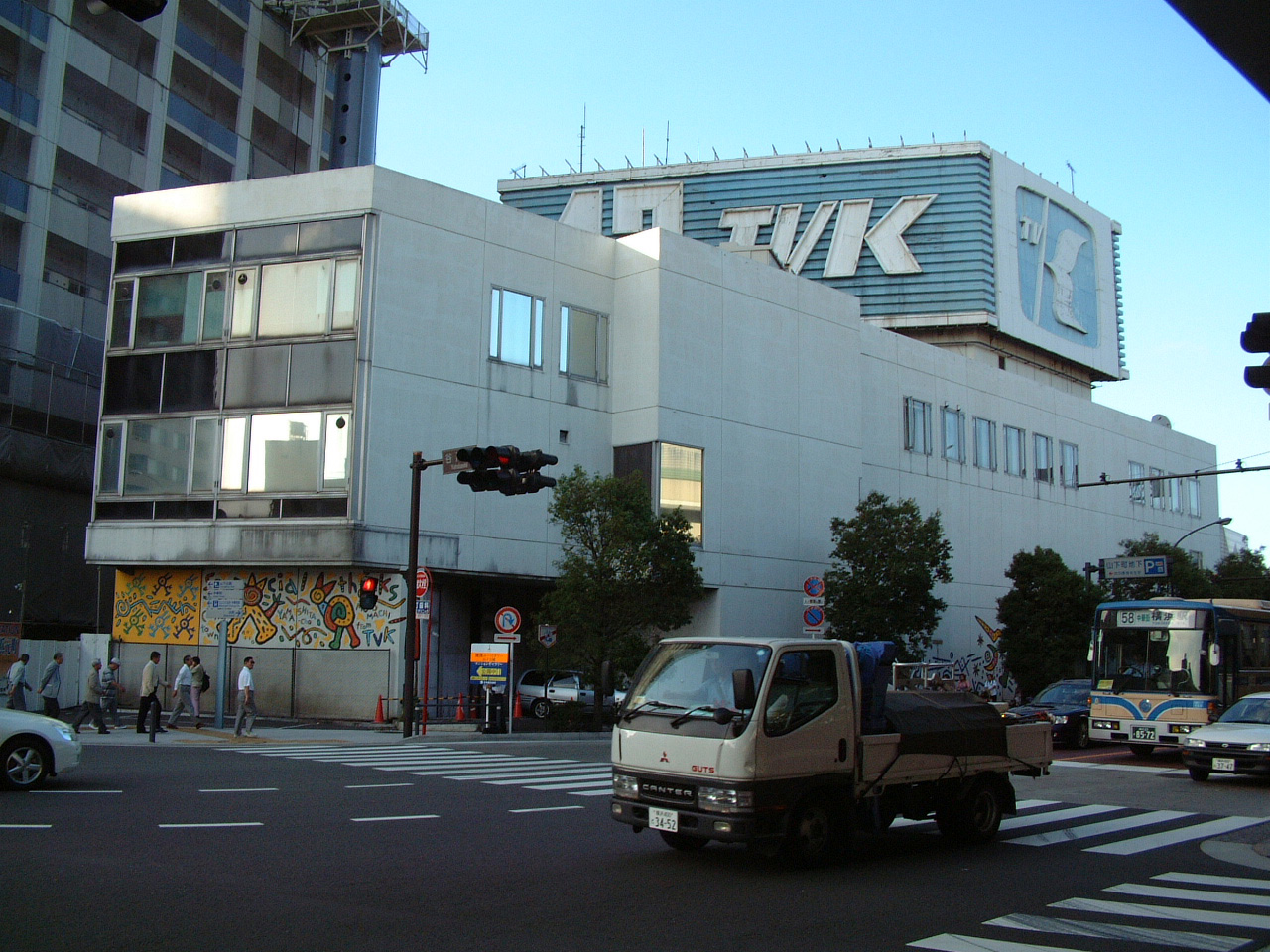
神奈川電視台位於山下町的舊總部

神奈川電視台在獲得播出執照後，購得橫濱市山下町69的土地修建總部大樓。這座建築的所在地曾是黑本式羅馬字發明者詹姆斯·柯蒂斯·赫本的住宅:10。1972年2月，神奈川電視台總部竣工。該建築由清水建設施工，共有3層，總樓面面積約1,000平方公尺，設有兩個攝影棚:12。其中第一攝影棚的面積約有260平方公尺:15，第二攝影棚的面積則約有66平方公尺:24。1985年崇光百貨橫濱店開業後，神奈川電視台在其4層和地下1層設置過攝影棚，用來製作播出音樂節目和資訊節目:64。1995年10月，神奈川電視台在總部三層開設了第三個攝影棚，並命名為「SEA STUDIO」:97-98。
1999年，隨著總部空間顯得日益狹小，加上即將開播的數位電視對設備有更高需求，神奈川電視台電視台開始有建設新總部的計劃:112。最初曾有計劃在山下町就地新建12層建築（其中1至8層由店鋪使用，9至12層由神奈川電視台使用）。但因預計耗資40億日元，遠超神奈川電視台的負擔能力而作罷:113-114。此後在2000年時又有在山下運河沿岸倉庫被拆除後留下的空地修建新總部的方案，但因神奈川電視台難以負擔10億日元的建設費和每年1.5億日元的土地租金而放棄:117。
2001年2月，神奈川新聞社向神奈川電視台提議，參與神奈川新聞社和橫濱市產業振興公社共同修建的橫濱媒體商務中心（YokohamaMBC）:119。在達成土地交換協議後，神奈川電視台同意加入這一開發計劃，共同參與橫濱媒體商務中心的修建:120。橫濱媒體商務中心在2002年7月14日動工，其2至4層部分由神奈川電視台所有並使用，5層由神奈川電視台的相關公司使用:124。2003年8月8日，橫濱媒體商務中心舉辦上梁儀式:128。翌年3月27日開始，神奈川電視台各部門開始陸續遷入橫濱媒體商務中心，並於5月10日5時20分開始自新總部播出:128。橫濱媒體商務中心的一層雖由橫濱產業振興公社所有，但曾作為神奈川電視台的攝影棚使用:142。現在這一空間則是由神奈川電視台運營的餐廳Harbours Dinning使用。

## 外部連結
- 官方网站 （日語）
  - tvk communications （页面存档备份，存于）
  - tvk mall （页面存档备份，存于）
  - tvk ticket counter （页面存档备份，存于）
- YouTube上的神奈川電視台 tvk3ch頻道
- tvk（神奈川電視台）的X（前Twitter）
- tvk（神奈川電視台）的Facebook專頁
- 神奈川電視台的Instagram帳戶